# Wiktor Wujaczicz

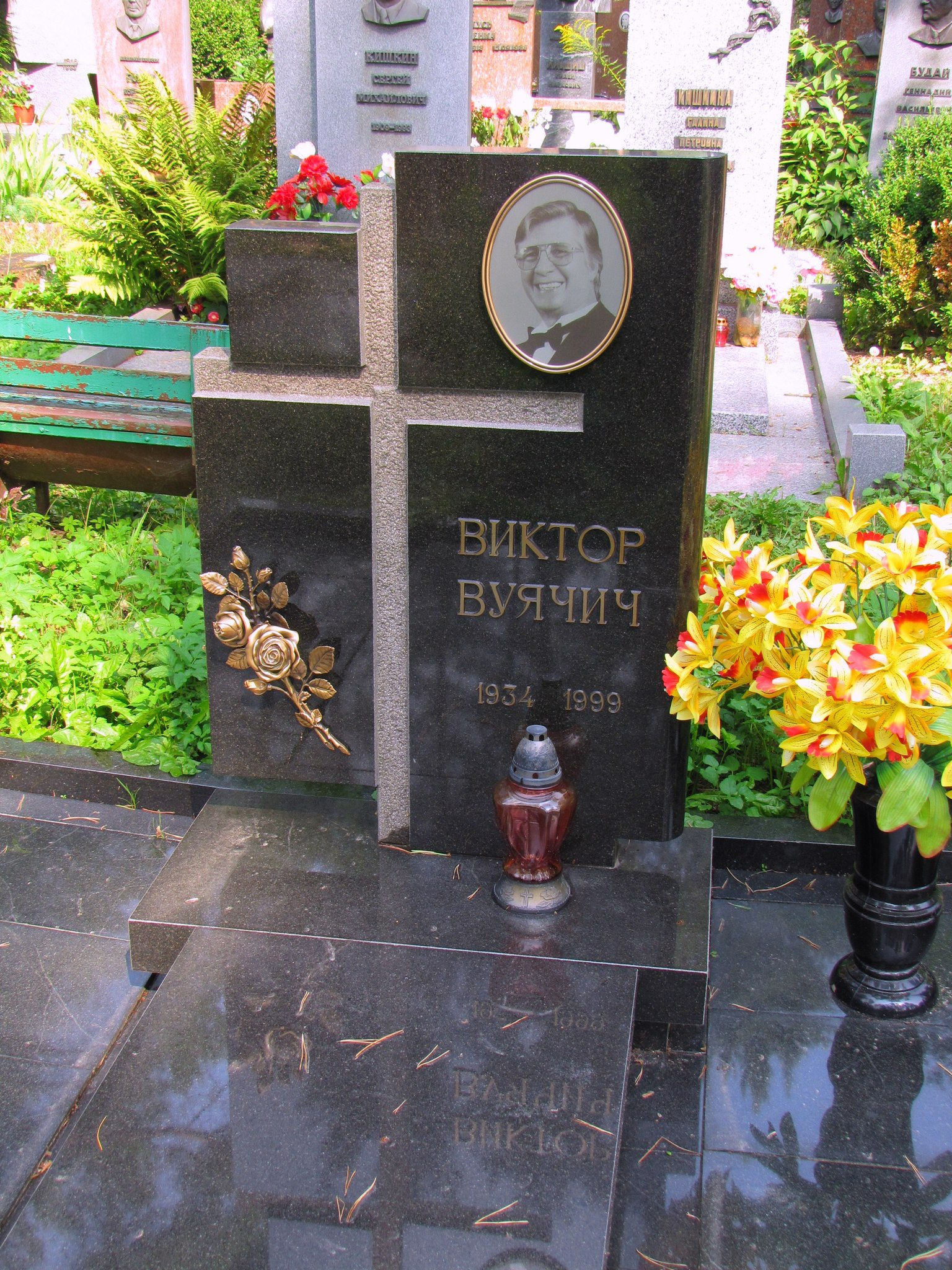
Grób Wiktora Wujaczicza na cmentarzu Wschodnim w Mińsku.

Wiktor Łukjanowicz Wujaczicz (ros. Виктор Лукьянович Вуячич; ur. 11 lipca 1934 w Charkowie, zm. 17 września 1999 w Mińsku) – radziecki wokalista estradowy, Ludowy Artysta Białorusi.
Dzieciństwo spędził w Rubcowsku na Ałtaju, już wtedy zajmując się muzyką. Pełnił służbę w jednostce wojskowej marynarki Morza Bałtyckiego, był solistą w zespole artystycznym Floty Bałtyckiej. W 1957 przeniósł się do Mińska, tam uczył się i występował w zespole pieśni i tańca Białoruskiego Okręgu Wojskowego, w Państwowym Chórze Ludowym Białorusi w chórze radiowym. 
Z pieśnią „Pamiat´ sierdca” Ihara Łuczanka i Michaiła Jasienia został w 1966 laureatem I Wszechzwiązkowego Konkursu Artystów Estradowych w Moskwie, w 1968 otrzymał II nagrodę na Międzynarodowym Konkursie „Złoty Orfeusz” w Bułgarii. 
Po 1991 występował niemal wyłącznie na Białorusi, współpracował z białoruskim radiem państwowym i Białoruską Filharmonią. 
Był jednym z czołowych organizatorów mohylewskiego festiwalu „Zołotoj szlagier”. Po jego śmierci organizatorzy festiwalu ufundowali specjalną nagrodę jego imienia, która jest przyznawana najlepszym uczestnikom konkursu.